# بير إكلوند
بير إكلوند (بالسويدية: Per Eklund) مواليد 26 يونيو 1946 في السويد، هو سائق راليات سويدي بدأ مسيرته في سنة 1973. كان أول رالي له هو رالي السويد 1973. تسابق في بطولة العالم للراليات. نافس في بطولة رالي كروس العالمية. فاز بـ سباق رالي واحد. صعد على المنصة 13 مرة خلال مسيرته.

## فرق مثلها
- ساب للسيارات
- تويوتا
- نيسان موتورز
- سوبارو

## روابط خارجية
- بير إكلوند على موقع Rallye-info.com (الإنجليزية)
- بير إكلوند على موقع eWRC-results.com (الإنجليزية)